# Flygel (karosseridetalj)

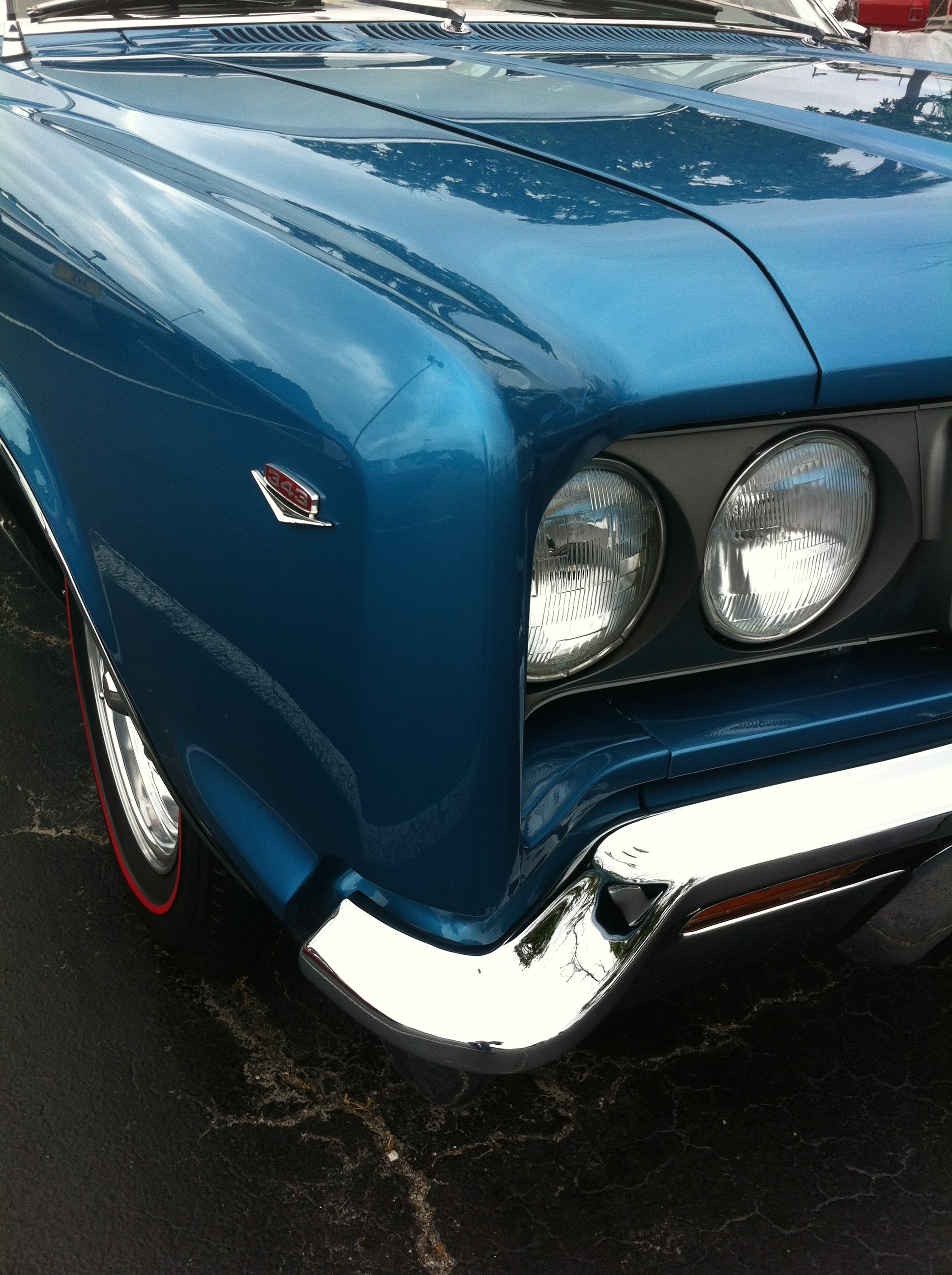
Höger framflygel på en Rambler Rebel från 1967.

Flygel, (även fram- och bakskärm) kallas den del av en bils karosseri som sitter i hörnet på bilen. En bil har normalt två framflyglar, en till höger och en till vänster, och två bakflyglar, en till vänster och en till höger. Flygeln fungerar bland annat som ett skydd för bilens hjul.